# Umweltverbund
Umweltverbund ist ein Begriff aus der Verkehrsplanung. Der entsprechende englische Begriff ist „ecomobility“.

## Geschichte
Idee, Konzept und Begriff „Umweltverbund“ wurden im Jahre 1986 von Konrad Otto-Zimmermann entwickelt und erstmals publiziert. Die Idee des Umweltverbunds richtete sich gegen die in den 1960er und 1970er Jahren vorherrschende Ausrichtung der Stadt- und Stadtverkehrsplanung auf das private Automobil. Umweltverbund postuliert die Planung für die – und Förderung der – stadt- und umweltfreundlichen Verkehrsarten, die im Verbund miteinander den Stadtbewohnern ermöglichten, „ohne Auto mobil“ zu sein, also ihre Autoabhängigkeit zu verringern. Ein neues Planungs-Paradigma entstand, welches dem Umweltverbund Priorität zuweist und den motorisierten Individualverkehr nur als ergänzende Verkehrsart für spezielle Transportzwecke betrachtet.
Die Idee des Umweltverbunds wurde von der Fachwelt rasch aufgegriffen. Planung für den Umweltverbund ist Bestandteil der Verkehrspolitik und -planung zahlreicher deutscher Städte geworden.

## Definition

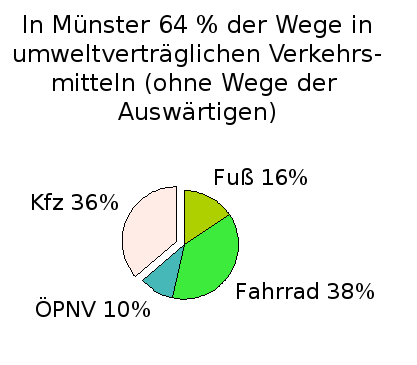
Modal Split der Stadt Münster

Umweltverbund bezeichnet die Gruppe der „umweltverträglichen“ Verkehrsmittel: nicht motorisierte Verkehre (Fußgänger und private oder öffentliche Fahrräder), den ÖPNV (Bahn, Straßenbahn, Bus und (Ruf-)Taxis) sowie Carsharing und Mitfahrzentralen. Ziel des Umweltverbunds ist, dass im Verkehr die Wege weniger mit eigenen Autos zurückgelegt werden müssen.
„Umweltverträglich“ bezieht sich auf den Schadstoffausstoß pro Personenkilometer (weshalb der Luftverkehr nicht unter den Begriff fällt), auf den Flächenverbrauch (mehrspurige Straßen und Parkplätze konkurrieren in Städten mit Grün- und Wohnflächen und versiegeln den Boden) und die Lärmbelastung. Letztlich können also alle Fortbewegungsmittel außer dem motorisierten Individualverkehr  (MIV) zum Umweltverbund gerechnet werden.
Die Verwendung des Begriffs impliziert darüber hinaus auch die Verbindung der genannten Verkehrsmittel. Nur eine gute Vernetzung kann die Akzeptanz des Umweltverbunds erhöhen, so dass der motorisierte Individualverkehr abnimmt. Der Umweltverbund einer Stadt kann nur als gelungen bezeichnet werden, wenn beispielsweise
- Busse und Bahnen aufeinander abgestimmt sind,
- von jeder Wohnadresse Haltestellen fußläufig erreichbar sind,
- der Fahrplantakt dicht, merkbar und zuverlässig ist,
- das Radwegenetz dicht, durchgehend und ausgeschildert ist,
- Fußgänger sich sicher im Verkehr bewegen und
- Fahrräder in öffentlichen Verkehrsmitteln befördert werden können.

## Fachliche Grundlagen
Datengrundlagen, die anfangs eine Förderung des Umweltverbundes im Stadtverkehr nahelegten, waren insbesondere die KONTIV-Untersuchungen des Bundesministeriums für Verkehr sowie die sozialwissenschaftlichen Studien des Instituts Socialdata, München, in den 1980er Jahren.